# Pytanie
Pytanie – może być rozumiane jako lingwistyczne wyrażenie będące prośbą o uzyskanie informacji albo sama ta prośba. Celem pytania jest otrzymanie odpowiedzi, choć istnieją pytania na które nie trzeba jej udzielać (np. pytania retoryczne).
W większości języków zadawanie pytania wiąże się ze specyficzną intonacją końca zdania, w zapisie dzięki dodaniu pytajnika na końcu zdania lub na początku i końcu (jak np. w języku hiszpańskim). W języku japońskim na końcu pytania stosuje się partykułę ka.

## Podział
- według typu odpowiedzi: 
  - otwarte
  - zamknięte
- według konieczności odpowiedzi: 
  - retoryczne: pytania na które nie trzeba udzielać odpowiedzi
  - forma pytając prośby lub rozkazu. Zdanie Czy możesz podać mi masło? jest bardziej prośbą czy też rozkazem, na które nie trzeba udzielać odpowiedzi.
- według logiki
  - podchwytliwe pytanie
- według zastosowań
  - pytania kwestionariuszowe